# بابا سعد
بابا سعد (بالألمانية: Baba Saad)‏ هو مغني ألماني، ولد في 26 نوفمبر 1985 في بيروت في لبنان.

## وصلات خارجية
- الموقع الرسمي
- بابا سعد على موقع ميوزك برينز (الإنجليزية)
- بابا سعد على موقع ديسكوغز (الإنجليزية)